# Stefan Groothuis
Stefan Groothuis (* 23. listopadu 1981 Empe) je bývalý nizozemský rychlobruslař.
V roce 2001 startoval na Mistrovství světa juniorů (6. místo), ve Světovém poháru se poprvé představil v roce 2002. Roku 2006 debutoval na světovém šampionátu ve sprintu (17. místo) a zúčastnil se také Zimních olympijských her, kde na trati 1000 m skončil na 8. místě. Úspěchu dosáhl na MS 2009, na kterém dobruslil čtvrtý na kilometrové distanci a sedmý na trati 1500 m. V závodě na 1000 m byl také čtvrtý také na zimní olympiádě 2010 (kromě toho 16. místo na 1500 m). První mezinárodní medaili získal v následující sezóně, když byl bronzový na kilometru na MS 2011 (dále byl čtvrtý na 1500 m), na sprinterském světovém šampionátu skončil čtvrtý. V sezóně 2010/2011 také vyhrál celkové hodnocení Světového poháru na trati 1000 m. V roce 2012 získal na Mistrovství světa na jednotlivých tratích zlatou medaili na kilometru, rovněž také tento rok vyhrál MS ve sprintu. Na ZOH 2014 skončil v závodě na 500 m na 38. místě, na dvojnásobné distanci vybojoval zlato a na patnáctistovce se umístil dvanáctý. Poslední závody absolvoval na jaře 2016.